# Station Carlsberg
Carlsberg is een S-tog-station in de Deense hoofdstad Kopenhagen. Het station is genoemd naar het Carlsberg terrein waar tot 2008 de brouwerij gevestigd was. Van 1937 tot 1985 had de brouwerij een eigen goederenstation, station Hof, op de plaats van het huidige station. Het station is gebouwd in de periode  2014 – 2015 als onderdeel van de herontwikkeling van het brouwerijterrein. Het station werd gebouwd door ontwikkelingsmaatschappij Carlsbergbyen en overgedragen aan de DSB en Banedanmark. Op 3 juli 2016 verving Carlsberg het 300 meter oostelijker gelegen station Enghave dat sinds 1934 dienst deed.

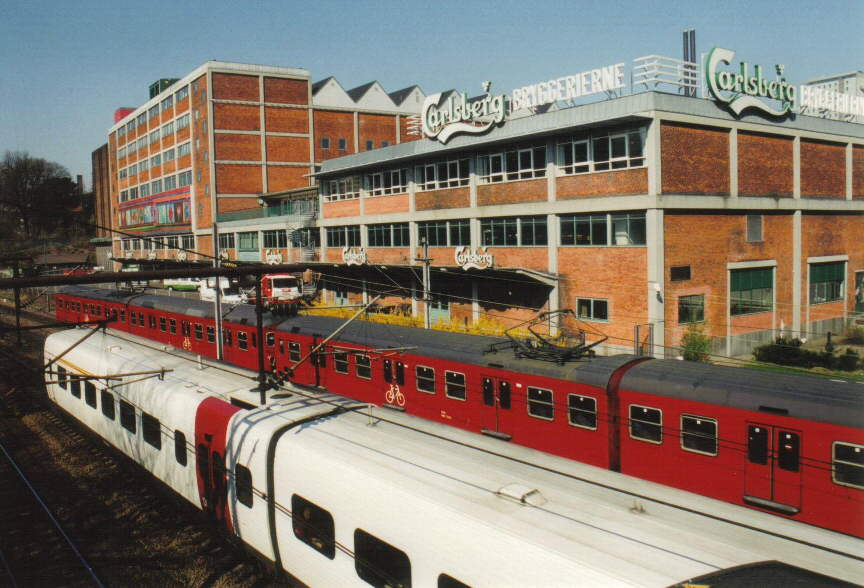
Een intercity (wit) en S-tog (rood) passeren op 4 april 2002 de locatie van het huidige station
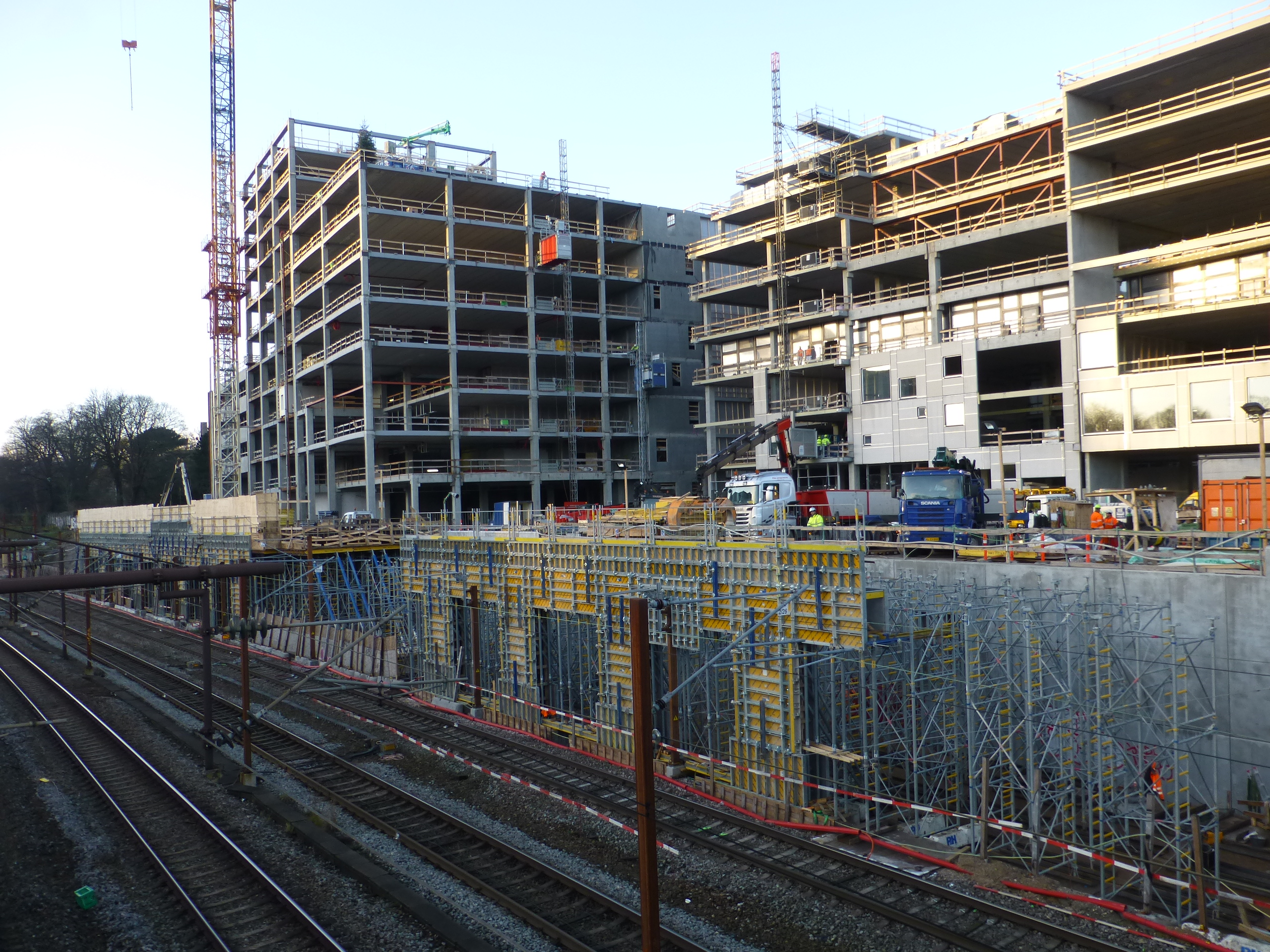
December 2014; Het station en de nieuwe bebouwing in aanbouw op de plaats van de gesloopte brouwerij.
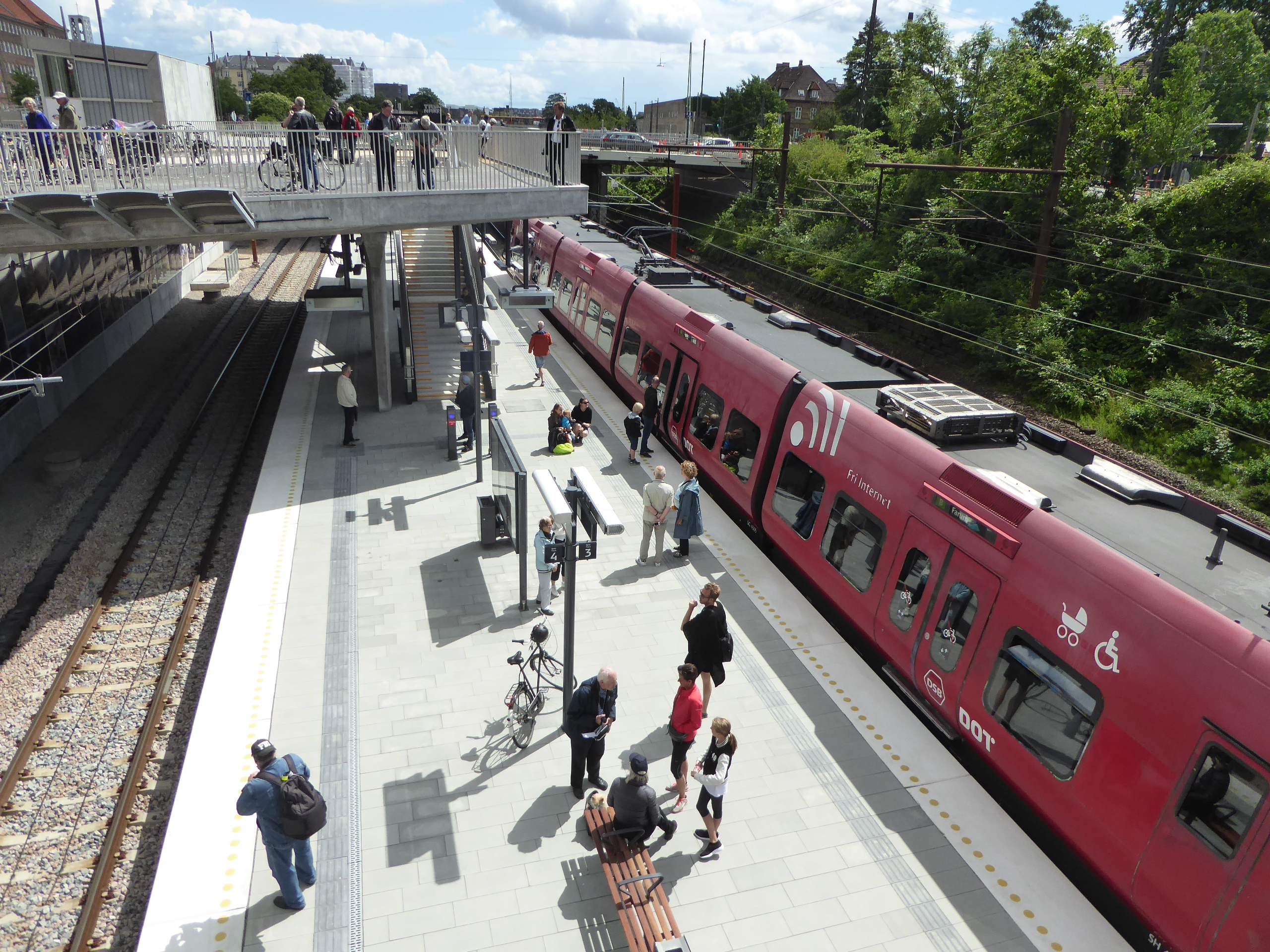
S-tog richting het oosten langs het perron

Høje Taastrup · Taastrup · Albertslund · Glostrup · Brøndbyøster · Rødovre · Hvidovre · Danshøj · Valby · Carlsberg · Dybbølsbro · København H · Vesterport · Nørreport · Østerport · Nordhavn · Svanemøllen · Ryparken · Emdrup · Dyssegård · Vangede · Kildebakke · Buddinge · Stengården · Bagsværd · Skovbrynet · Hareskov · Værløse · Farum
Høje Taastrup · Taastrup · Albertslund · Glostrup · Danshøj · Valby · Carlsberg · Dybbølsbro · København H · Vesterport · Nørreport · Østerport · Svanemøllen · Ryparken · Emdrup · Dyssegård · Vangede · Kildebakke · Buddinge · Stengården · Bagsværd · Skovbrynet · Hareskov · Værløse · Farum
Frederikssund · Vinge · Ølstykke · Egedal · Stenløse · Veksø · Kildedal · Måløv · Ballerup · Malmparken · Skovlunde · Herlev · Husum · Islev · Jyllingevej · Vanløse · Flintholm · Valby · Carlsberg · Dybbølsbro · København H · Vesterport · Nørreport · Østerport · Nordhavn · Svanemøllen · Hellerup · Charlottenlund · Ordrup · Klampenborg
Frederikssund · Ølstykke · Egedal · Stenløse · Veksø · Måløv · Ballerup · Malmparken · Herlev · Vanløse · Flintholm · Peter Bangs Vej · Langgade ·  Valby · Carlsberg · Dybbølsbro · København H · Vesterport · Nørreport · Østerport